# P-Bus
Il P-Bus o Peripheral bus è un protocollo di controllo tramite interfaccia seriale sviluppato da Sony e impiegato nell'industria televisiva. L'uso tipico è per comandare centraline di controllo di video server e videoregistratori, ma in qualche caso il server supporta questo protocollo direttamente.
Tramite una singola porta seriale sono configurabili fino a 24 periferiche, ognuna delle quali è in grado di memorizzare una serie di registri, corrispondenti a un determinato stato del dispositivo controllante, e di rispondere a una serie di determinati segnali (chiamati trigger, in tutto 16), a cui corrispondono azioni specifiche da parte delle macchine controllate.
I trigger seguono due standard principali, a seconda del fabbricante, e sono composti dai seguenti segnali:
- GRASS VALLEY

| Trigger       | Funzione                                                         |
| ------------- | ---------------------------------------------------------------- |
| 0             | Play                                                             |
| 1             | Riposizionamento a inizio clip                                   |
| 2             | Riproduzione rallentata, con velocità impostata dalla centralina |
| 3             | Riproduzione al contrario                                        |
| 4             | Fotogramma fisso                                                 |
| 5             | Loop tra i punti prefissati o tra inizio e fine clip             |
| 6             | Registrazione                                                    |
| 7 o superiore | Play                                                             |

- SONY

| Trigger       | Funzione                                                         |
| ------------- | ---------------------------------------------------------------- |
| 0             | Riposizionamento a inizio clip                                   |
| 1             | Play                                                             |
| 2             | Riproduzione rallentata, con velocità impostata dalla centralina |
| 3             | Riproduzione al contrario                                        |
| 4             | Fotogramma fisso                                                 |
| 5             | Loop tra i punti prefissati o tra inizio e fine clip             |
| 6             | Registrazione                                                    |
| 7 o superiore | Play                                                             |

Come si può notare, la differenza fondamentale è nell'inversione dei trigger 0 e 1. Quasi tutte le apparecchiature permettono di configurare entrambe le opzioni.